# Том Бойд
Том Бойд (англ. Tom Boyd; нар. 24 листопада 1965, Глазго) — колишній шотландський футболіст, захисник.
Насамперед відомий виступами за «Мотервелл» та «Селтік», а також національну збірну Шотландії.

## Клубна кар'єра
У дорослому футболі дебютував 1983 року виступами за «Мотервелл», в якому провів вісім сезонів, взявши участь у 252 матчах чемпіонату. Більшість часу, проведеного у складі «Мотервелла», був основним гравцем захисту команди.
Протягом 1991—1992 років захищав кольори «Челсі».
1992 року перейшов до «Селтіка», за який відіграв 11 сезонів. Граючи у складі «кельтів» також здебільшого виходив на поле в основному складі команди. За цей час тричі виборював титул чемпіона Шотландії. Завершив професійну кар'єру футболіста виступами за команду «Селтік» у 2003 році

## Виступи за збірну
1990 року дебютував в офіційних матчах у складі національної збірної Шотландії. Протягом кар'єри у національній команді, яка тривала 12 років, провів у формі головної команди країни 72 матчі, забивши 1 гол.
У складі збірної був учасником чемпіонату Європи 1992 року у Швеції, чемпіонату Європи 1996 року в Англії та чемпіонату світу 1998 року у Франції.

## Титули і досягнення
- Чемпіон Шотландії (3):

«Селтік»: 1997-98, 2000-01, 2001-02
- Володар Кубка Шотландії (3):

«Селтік»: 1990-91, 1994-95, 2000-01
- Володар Кубка шотландської ліги (3):

«Селтік»: 1996-97, 1999-2000, 2000-01